# 橫帶彩短鯛
橫帶彩短鯛，為輻鰭魚綱鱸形目隆頭魚亞目慈鯛科的其中一種，被IUCN列為瀕危保育類動物，分布於非洲剛果河Mai Ndombe湖流域，本魚體呈長橢圓形，唇厚，雌魚較雄魚大且色彩較鮮艷，雌魚臀鰭和尾鰭上有垂直的黑白條紋，腹部則是鮮紅色；雄魚的顏色呈現灰色，體長可達3.4公分，棲息在湖泊中底層水域，以小型無脊椎動物為食，具有領域性，繁殖期時更明顯，可作為觀賞魚，飼養時，水族箱需布置可躲藏的空間，另有啄底沙的習性，容易破壞水草造景。

## 擴展閱讀
維基物種上的相關：橫帶彩短鯛
1. ↑  Moelants, T. . The IUCN Red List of Threatened Species. 2010, 2010: e.T182295A7852784  [19 November 2021]. doi:10.2305/IUCN.UK.2010-3.RLTS.T182295A7852784.en .
2. ↑  Christopher Scharpf & Kenneth J. Lazara. . The ETYFish Project Fish Name Etymology Database. Christopher Scharpf and Kenneth J. Lazara. 23 Aug 2018  [23 November 2018]. （原始内容存档于2023-09-04）.
3. ↑  Froese, R. & Pauly, D. (eds.) (2013). Nanochromis transvestitus. FishBase. Version 2013-02.